# La Esperanza (Cundinamarca)
La Esperanza es un centro poblado del municipio de La Mesa, ubicado al noreste del casco urbano de La Mesa, a 16 kilómetros por carretera. Sus atractivos turísticos son: estación de ferrocarril, capilla, un hotel único y el Salto de Las Monjas

## Historia
Erigido inspección: 7 de agosto de 1937.

## División política
La Esperanza se divide en diez veredas, que son: Alto Grande, Anatolí, Buenavista, Campo Santo, Caviedes Honduras, Doima, Florián, Hospicio, Payacal y San Pablo.
- Datos: Q5963284